# Serra de Guadalupe

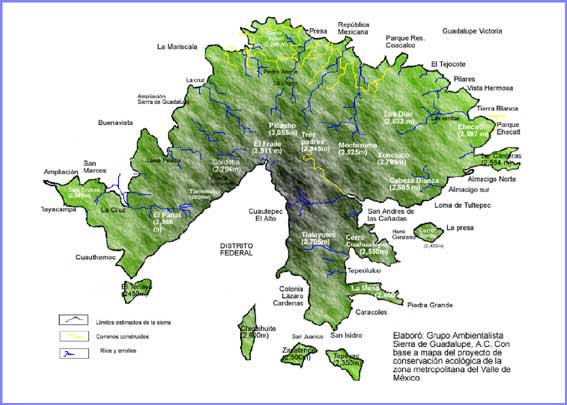
Mapa da Serra de Guadalupe.

Conhece-se como a Serra de Guadalupe (em castelhano Sierra de Guadalupe) a cadeia montanhosa de pouca elevação que praticamente divide a Cuenca do México; começa no Oeste e vai descendo para o Leste, na montanha que se conhece como o cerro do Tepeyac.
Delimita ao Norte o Vale do México e divide geograficamente o Distrito Federal com o estado do México.
Desde o final do século XIX, sofre um processo de perda de suas zonas florestais e de sua fauna, esta deterioração ambiental aumentou durante a segunda metade do século XX devido à expansão da mancha urbana da Cidade do México.

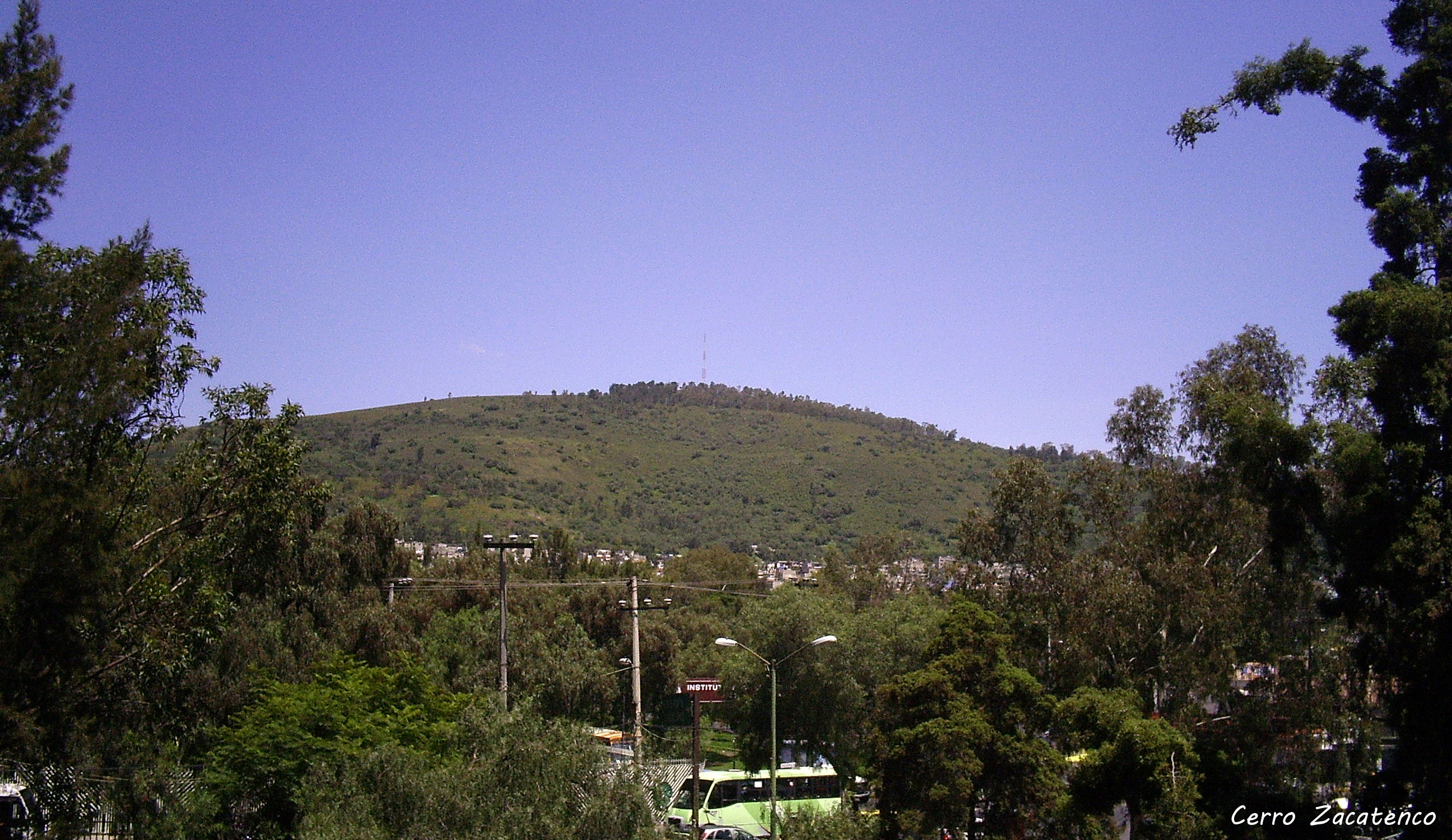
Cerro Zacatenco.

Parte da zona Leste da serra foi reflorestada com a introdução de árvores de eucalipto. No ano de 1937 foi criado o Parque Nacional El Tepeyac na porção já citada, e mais tarde na parte Norte e na parte interior da serra foi criada a zona de preservação ecológica Reserva Natural Sierra de Guadalupe.

## Ver também

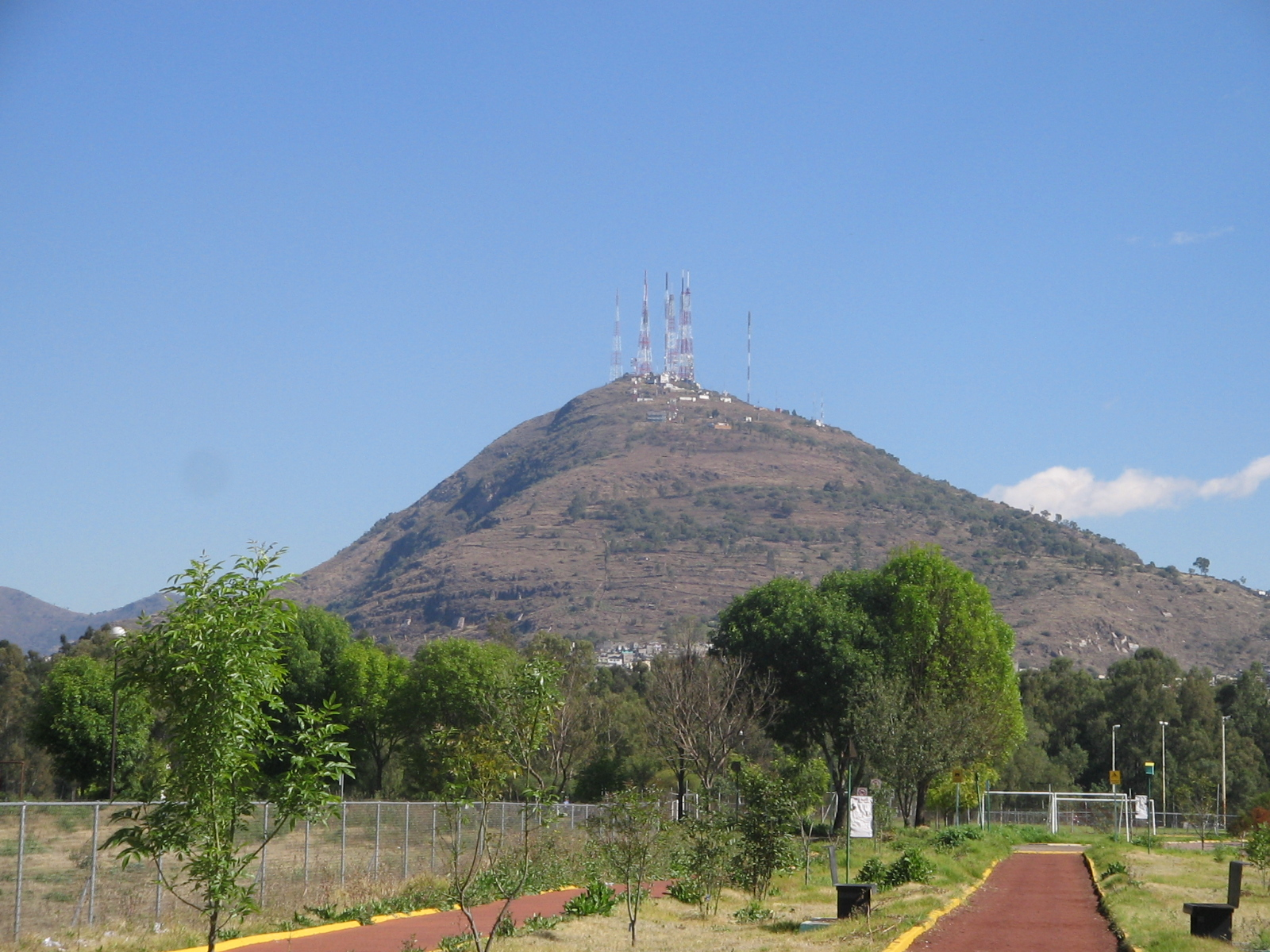
Cerro del Chiquihuite.

## Ligações externas

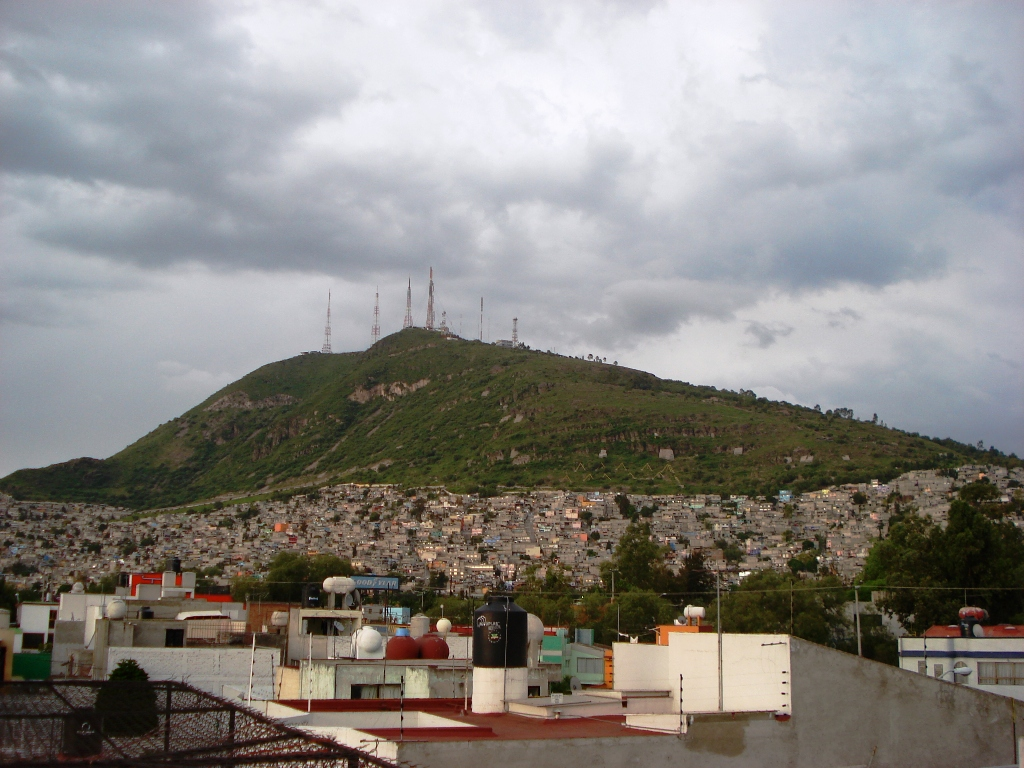
Cerro del Chiquihuite.

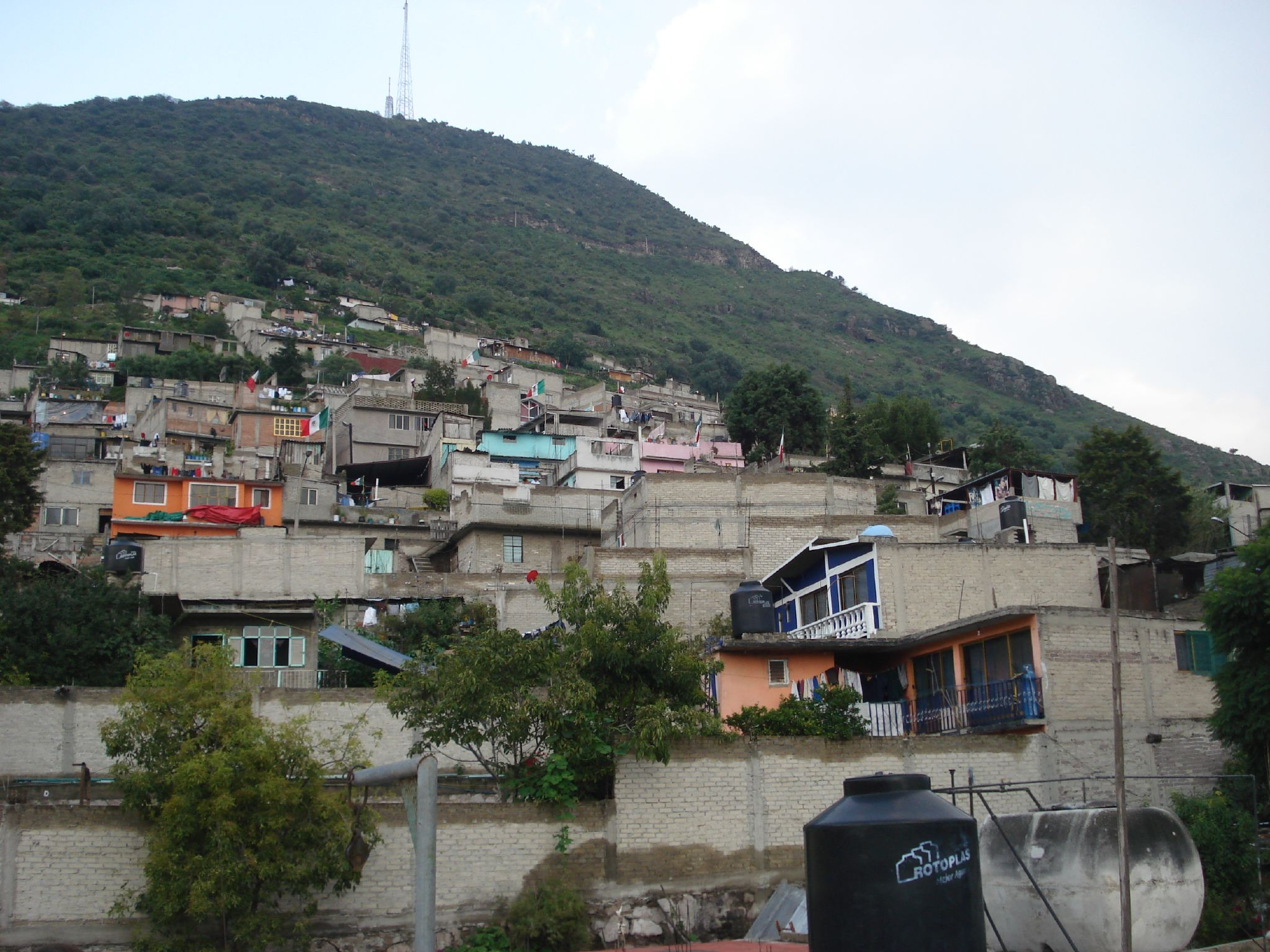
Cerro del Chiquihuite.